# Fastball
I Fastball sono un gruppo rock statunitense formato ad Austin, Texas negli anni 1990. La band si chiamava in origine "Magneto U.S.A" ma cambiò il proprio nome dopo aver firmato con la Hollywood Records.
I Fastball entrarono nella scena del rock in un periodo nel quale il classico stile melodico di gruppi come i Beatles facevano parte ormai della storia della musica. Ma questo non li fermò. Infatti il loro primo disco, Make Your Mama Proud uscì negli Stati Uniti nel 1996 (in Italia non venne importato). I Critici li compararono spesso ad artisti come i the Beatles, i Cheap Trick, ed Elvis Costello. Il loro disco successivo, All The Pain Money Can Buy, uscì nel 1998 ottenendo il disco di platino dopo sei mesi dall'uscita, e rimanendo nella classifica dei 200 album più venduti per un anno.
Il gruppo venne nominato per due Grammy Awards—Il Grammy Award per la Migliore Performance Rock Vocale per un Duo o un Gruppo per The Way, e Il Grammy Award per il Miglior Video per The Way. Ricevette inoltre una nomination all'MTV Video Music Award come Miglior nuovo artista.

## Storia del gruppo
Nel 1994, Tony Scalzo, Joey Shuffield, e Miles Zuniga, diedero inizio ai Fastball ad Austin, Texas. Shuffield e Zuniga prima suonavano in una band chiamata Big Car. Dopo un breve periodo con i Wild Seeds, Shuffield fece conoscere Zuniga a Scalzo, che suonava in una band di nome the Goods nella contea di Orange, California. Il trio decise di formare la propria band e iniziò a suonare nella zona di Austin.
Quando iniziarono a suonare insieme, provarono diversi nomi, come Star 69, Magneto, Magneto USA, e Starchy, prima di decidere il nome definitivo: Fastball. Scelsero il nome dal film porno preferito del gruppo. "È un classico film porno" disse Zuniga a Rob Brunner in Entertainment Weekly, "ma è sul baseball."
I Fastball si crearono rapidamente un discreto seguito nella zona di Austin, a crearono un "buzz" regionale, Come risultato i giornalisti della zona li notarono e spinsero la Hollywood Records a prenderli in considerazione. Nel giro di poco tempo i Fastball avevano firmato un contratto di registrazione. Scalzo e Zuniga si scambiarono spesso nello scrivere e cantare le canzoni, mentre Shuffield li seguiva con la batteria. Nel 1996 Make Your Mama Proud uscì nei negozi. L'album non andò eccessivamente bene, ma permise al gruppo di vincere il premio alla Migliore Pop Band nell Austin Music Awards. L'anno dopo però non era chiaro il futuro dei Fastball.
I membri dei Fastball continuarono a lavorare in altri campi fino al 1998. Tony Scalzo lavorò in un cimitero ad Austin. Non sapeva che solo quattro mesi dopo sarebbe stato ospite con Shuffield e Zuniga nello show di Jay Leno e in quello di Conan O'Brien. Il secondo album dei Fastball, All the Pain Money Can Buy, uscì sotto l'etichetta Hollywood Records. In circa sei mesi vendette più di un milione di copie.
Il singolo The Way rimase in cima alla classifica Billboard's Modern Rock per sette settimane e fu una delle prime cinque nella Billboard's Top 40. Il singolo in questione ottenne una buona rotazione radiofonica, sia negli Stati Uniti che in Europa. Il video di "The Way" fu uno dei più trasmessi nel 1998 all'interno di Summer Hits, la rotazione estiva di MTV Italia. A Scalzo venne l'ispirazione di scrivere questa canzone nel 1997, dopo aver letto una notizia su una coppia anziana che scomparve in Texas. La coppia stava andando ad una riunione di famiglia quando scomparve. Scalzo immaginò che loro avessero deciso improvvisamente di fare un viaggio romantico, ma la vera storia non ebbe un lieto fine. Nella realtà la coppia uscì di strada e venne ritrovata morta in fondo ad un canyon.
I Fastball, dopo "The Way", fecero uscire un secondo singolo intitolato "Out of My Head," che seguì rapidamente le tracce del suo predecessore. "Out of My Head" raggiunse le prime dieci posizioni del Billboard Top 40 e anche dell'Adult Top 40 per 29 settimane. Il gruppo, dopo l'uscita dell'album, entro in tour insieme a Marcy Playground e gli Everclear. Dopo fece anche un'apparizione nell'H.O.R.D.E. tour.
Nel 1999, I Fastball ricevettero due nomination ai Grammy Award per l'album All the Pain Money Can Buy. Una fu per la Miglior Performance Rock di un Duo o di un Gruppo di voci, mentre l'altra fu per il miglior Video per They Wanted the Highway. Ricevettero anche una nomination negli MTV Awards per il Miglior Nuovo Artista.
Sull'onda del successo, il gruppo tornò in studio per registrare il terzo album, The Harsh Light of Day. Prodotto da Julian Raymond e dai Fastball, l'album uscì nel settembre del 2000.
L'album includeva "You're an Ocean," suonata con la collaborazione al piano di Billy Preston (che aveva collaborato in precedenza anche coi Beatles). Anche il cantante e chitarrista Brian Setzer contribuì all'album con la chitarra in "Love Is Expensive and Free." "Invece di creare una musica per brevi istanti di attenzione, abbiamo provato a creare un album più propenso all'ascolto più estensivo... qualcosa di cinematografico, come se ogni volta che guardassi il film sentissi nuove canzoni," disse Zuniga nella biografia del gruppo.
Anche se The Harsh Light of Day non ebbe lo stesso successo di All The Pain Money Can Buy, il gruppo non perse la voglia di fare musica e cercare uno stile musicale da fare proprio. "Non è possibile scrivere quello che facciamo in una sola frase," disse Zuniga a Mac Randall a Launch.com "Le leggi di mercato per noi sono un problema, in un certo senso. Non è facile trovare la misura giusta per rimanere nel gruppo ma anche per emergere. Dovremmo vendere dischi a più generi di persone possibile, ma allo stesso tempo, dobbiamo anche considerare che ci sono persone che sono interessate alla nostra musica solo se prestiamo attenzione a quello che facciamo."
Nell'ottobre del 2000, i Fastball iniziarono il nuovo tour per promuovere The Harsh Light of Day ad Amsterdam. Nonostante il diminuito successo, i membri del gruppo non rimpiansero le decisioni creative perché non avevano sacrificato il loro tipo di musica sull'altare delle vendite. "Sono orgoglioso del fatto che noi siamo uno di questi gruppi con una chitarra preponderante che considerano bene le loro canzoni" disse Scalzo a Richard Skanse di Rolling Stone. "Credo siano rimasti solo un paio di gruppi che fanno ancora canzoni rock basate sulla chitarra di alta qualità, e credo che noi siamo uno di questi."
Nel giugno del 2004, i Fastball lanciarono il loro quarto album, Keep Your Wig On, con una nuova etichetta discografica, la Rykodisc. In Keep Your Wig On si possono trovare i singoli "Airstream", "Drifting Away", e "Lou-ee, Lou-ee" anche se l'ultimo venne lanciato solo in Europa.
È nell'Aprile del 2009 che i Fastball danno alle stampe il loro quinto album "Little White Lies"; l'album è co-prodotto da Miles Zuniga e CJ Eiriksson.

## Formazione
- Tony Scalzo (nato il 6 maggio 1964 a Honolulu, Hawaii) - basso, tastiere e voce
- Miles Zuniga (nato il 10 settembre 1966 a Laredo, Texas) - chitarra e voce
- Joey Shuffield (nato il 28 dicembre 1961) - batteria

## Discografia

### Album
- 1996 Make Your Mama Proud
- 1998 All the Pain Money Can Buy (#29 US)
- 2000 The Harsh Light of Day (#97 US)
- 2002 Painting the Corners: The Best of Fastball
- 2003 Live from Jupiter Records
- 2004 Keep Your Wig On
- 2009 Little White Lies
- 2017 Step Into Light
- 2019 The Help Machine
- 2022 The Deep End
- 2024 Sonic Ranch

### Singoli
- "Are You Ready For The Fallout?"
- "The Way" (#1 Modern Rock, #2 Adult Top 40, #4 Top 40 Mainstream, #21 UK)
- "Fire Escape" (#86 Billboard Hot 100, #13 Modern Rock, #19 Adult Top 40, #29 Top 40 Mainstream)
- "Out of My Head" (#20 Billboard Hot 100, #3 Adult Top 40, #8 Top 40 Mainstream)
- "You're an Ocean" (#16 Adult Top 40, #29 Top 40 Mainstream)
- "Airstream"
- "Lou-ee Lou-ee" (Solo Europa)
- "Drifting Away"

### Colonne sonore
- 1997, Un Lupo Mannaro Americano a Parigi, "Human Torch"
- 1998, Brink! Sfida su rotelle, "Sooner or Later"
- 1998, Waterboy, "Sooner Or Later"
- 1999, Varsity Blues, "Are You Ready for the Fallout?"
- 1999, Johnny Tsunami, "The Way" and "Fire Escape"
- 2000, American School, "Out of My Head"
- 2001, Motocrossed, "You're an Ocean"
- 2001, Il sogno di un'estate, "Every Time She Walks"
- 2006, A casa con i suoi, "This Guy's in Love with You"